# Place Diana
Place Diana este o piață situată în Paris. 

## Descriere
Este situată lângă Sena (Pont de l'Alma).

## Istoric
În onoarea Diana, Prințesă de Wales, acesta a purtat acest nume din 2019.

## Monument
În centrul pieței se află Flacăra Libertății din Paris, reprezentând o replică a flăcării de pe Statuia Libertății din New York. 

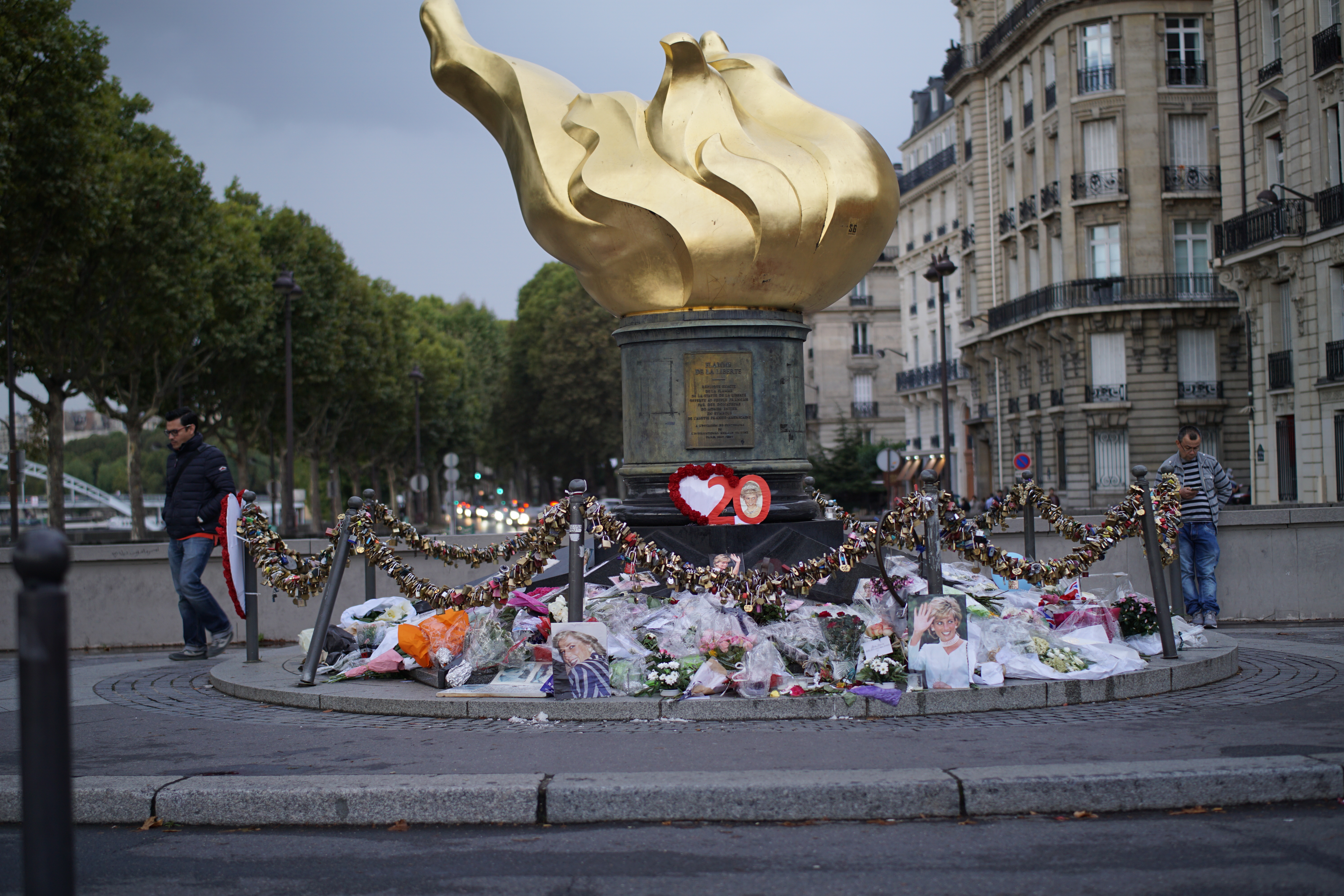
Piața Diana.
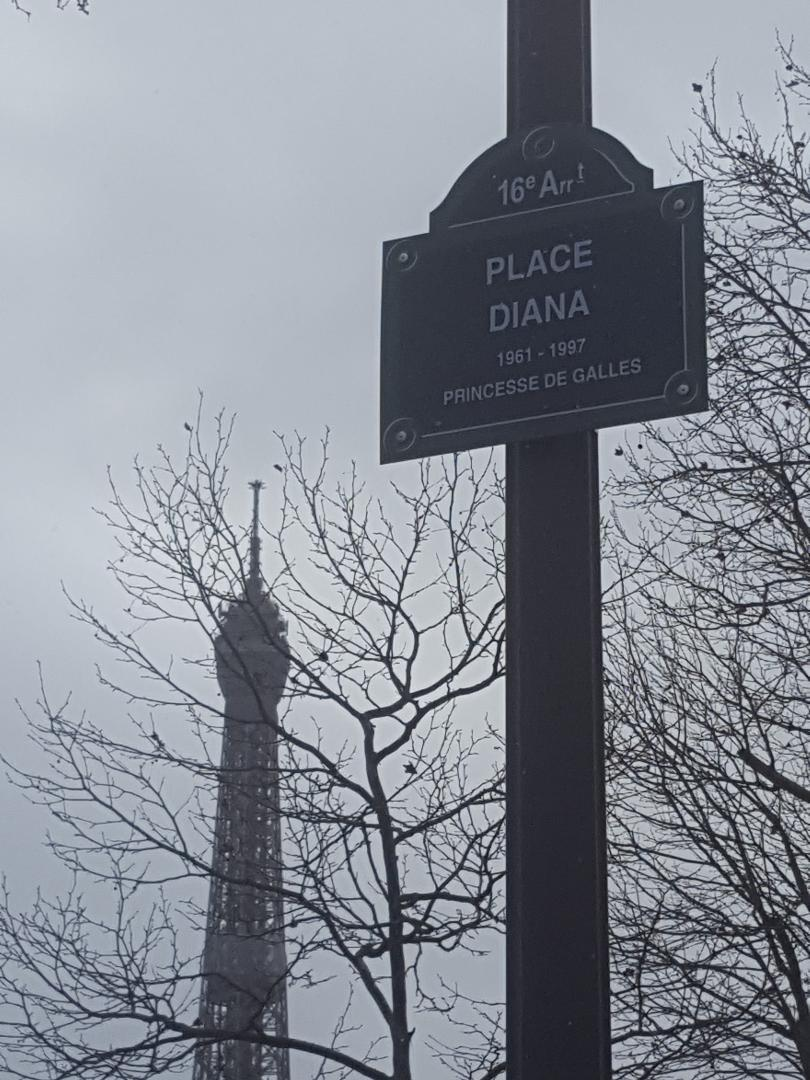
Piața Diana.
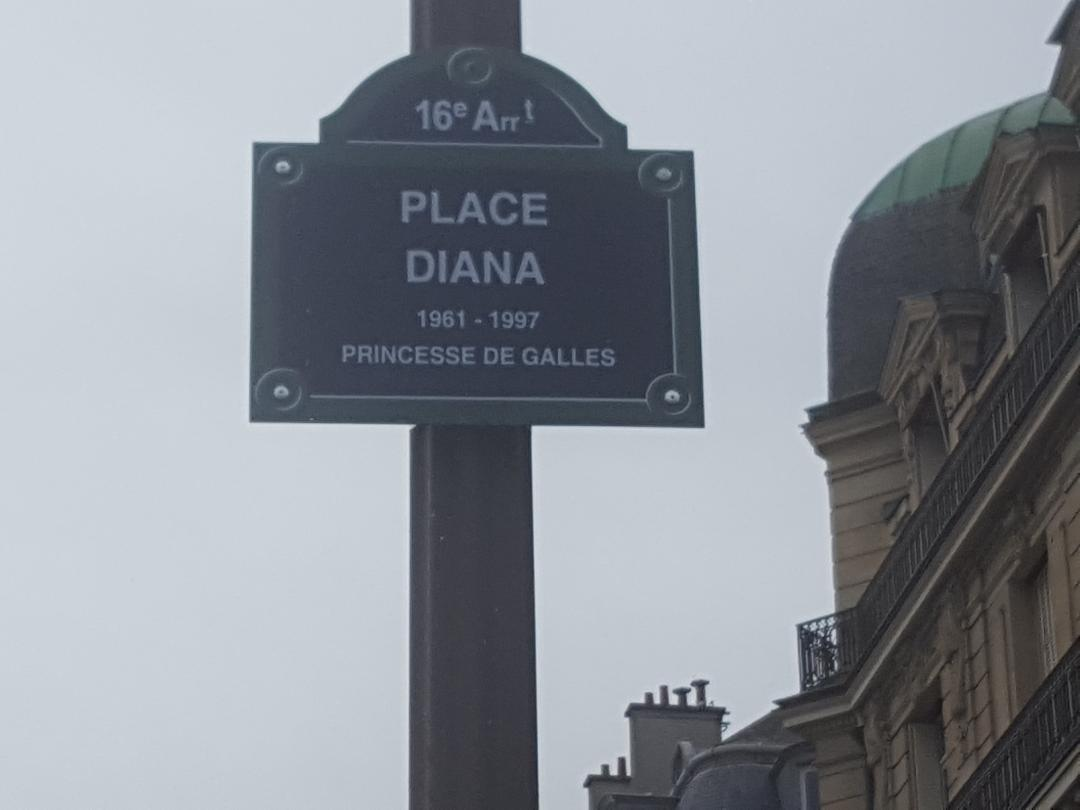
Piața Diana.
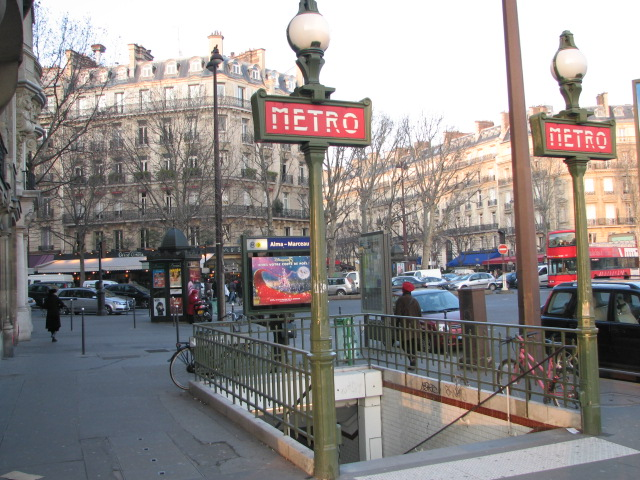
stația Alma-Marceau.
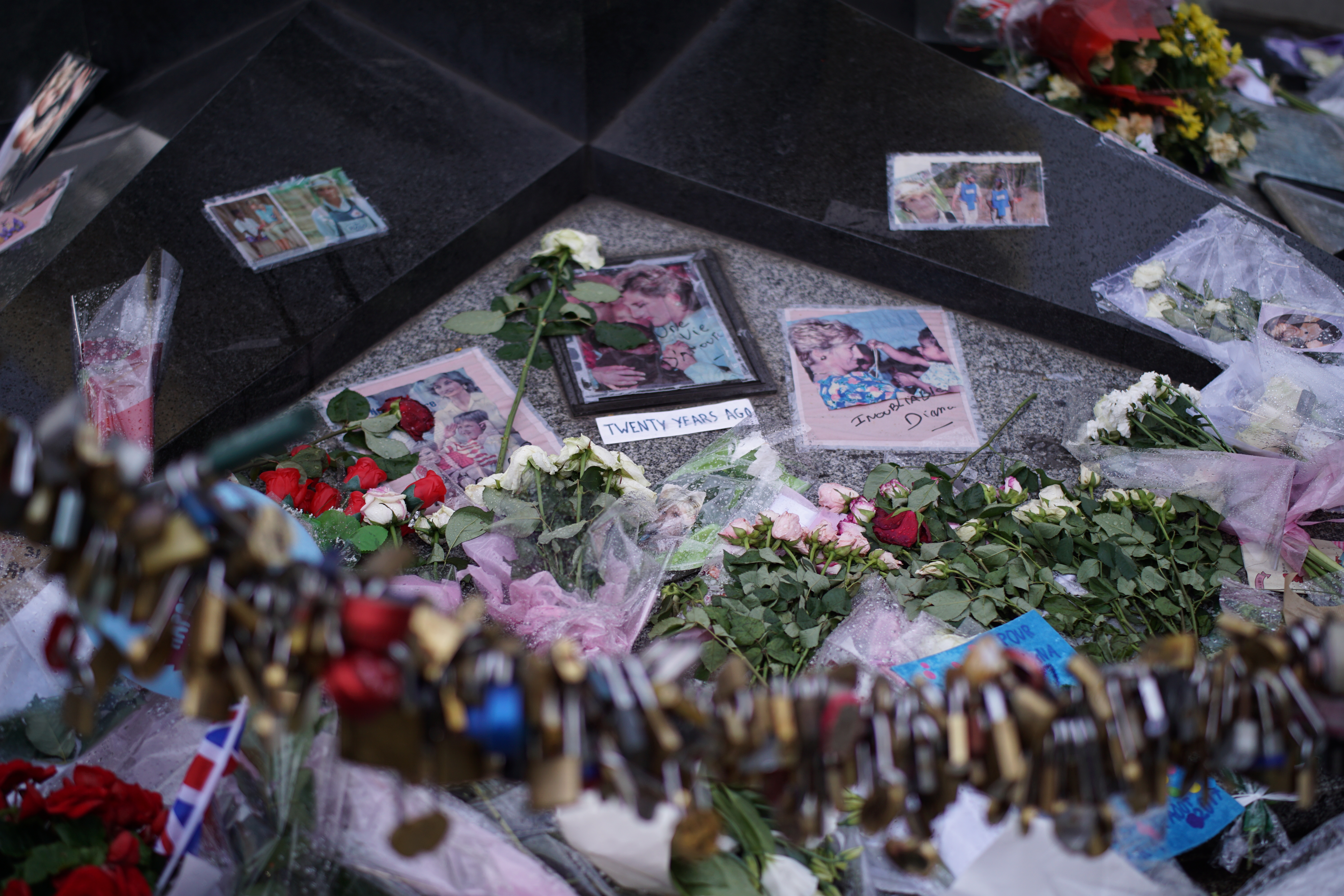
Flacăra Libertății.
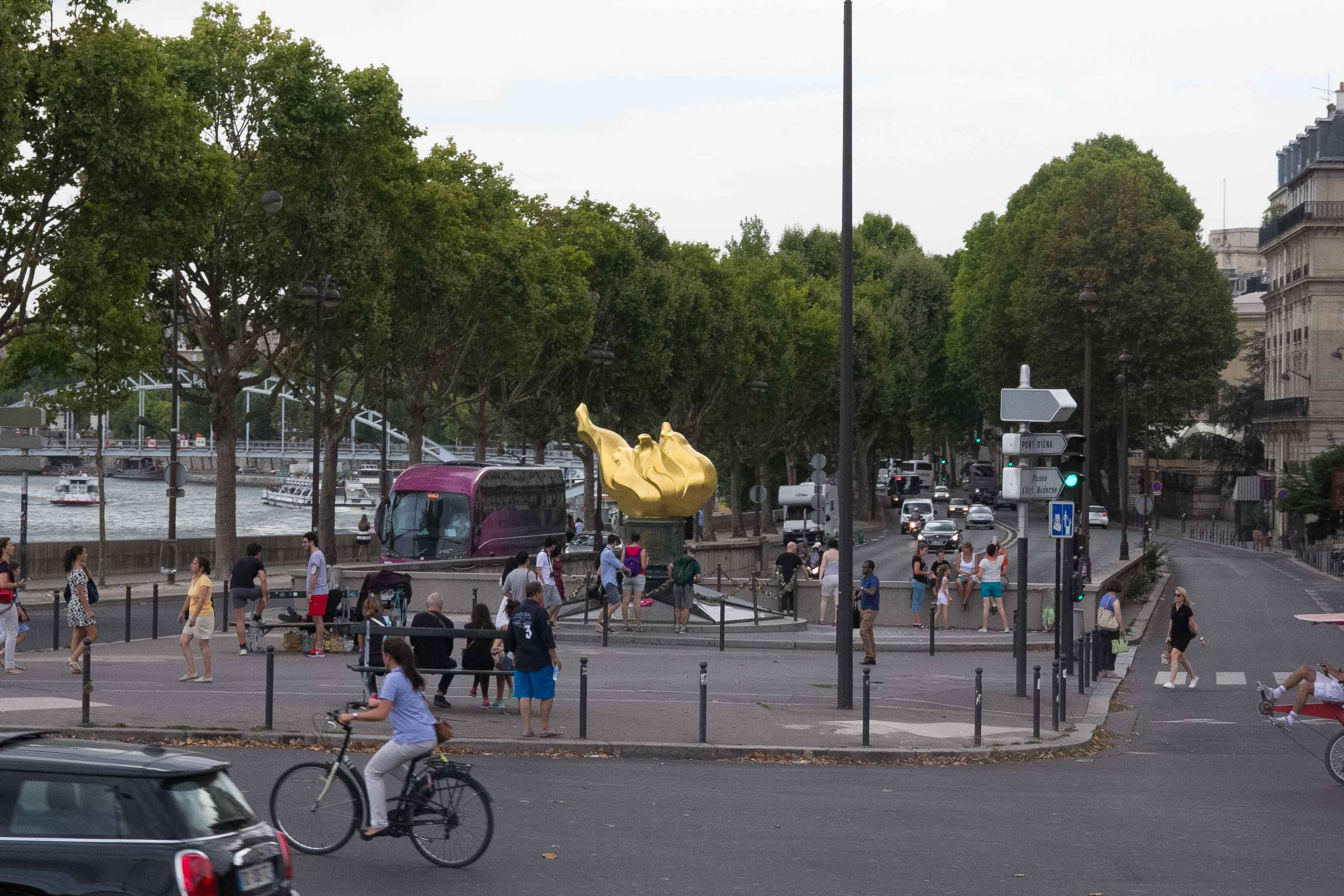
Flacăra Libertății.

## Transport public
Place Diana este deservită de : 
- o linii de metrou, în stația Alma-Marceau: 9;
- șapte linii de autobuz: 42; 63; 72; 80; 92;
- o stație terminală de taxiuri.